# 宇波刀神社 (神戸町)
宇波刀神社（うわとじんじゃ）は、岐阜県安八郡神戸町にある神社。
式内社の美濃国安八郡宇波刀神社の論社である（別の論社は、安八郡安八町の宇波刀神社 「うばとじんじゃ」）。旧社格は郷社。

## 沿革・概略
- 創建時期は不明。江戸時代には於門大明神、岡戸大明神と称されていた。
- 明治初期の明治維新の混乱の際に荒廃し、社殿などもこのころに荒廃し、現在は簡素な本殿と拝殿が残るのみである。
- 現在は日吉神社が管理しているという。一説によれば、明治初期の混乱から神体を守るために、宇波刀神社の神体は日吉神社に移されたという。

## 交通機関
- 養老鉄道広神戸駅より徒歩15分。